# Dżubb Chamis
Dzubb Chamis (arab. جب خميس) – wieś w Syrii, w muhafazie Aleppo. W 2004 roku liczyła 1093 mieszkańców.